# Rollier d'Europe
Coracias garrulus
Espèce
Statut de conservation UICN

 LC  : Préoccupation mineure
Le Rollier d'Europe (Coracias garrulus) est la seule espèce de la famille des coraciidés à vivre en France.
C'est un oiseau aux vives couleurs turquoise.

## Morphologie
Coracias garrulus est une espèce d'oiseau relativement petite. En effet, il possède une longueur de 29 à 32 cm, une envergure de 59 à 73 cm et une masse de 140 à 200 g.

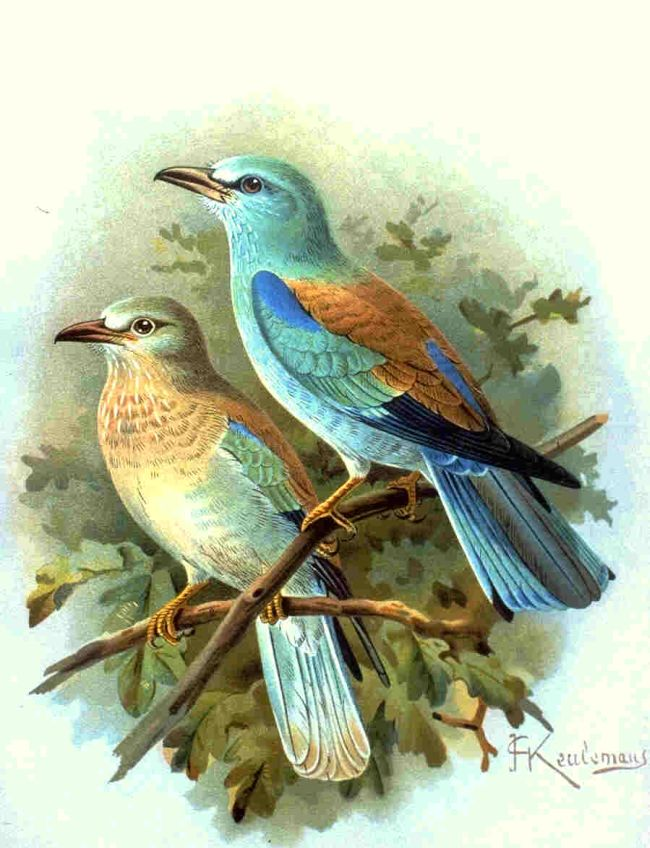
Rollier d'Europe (Coracias garrulus). Jeune et adulte.
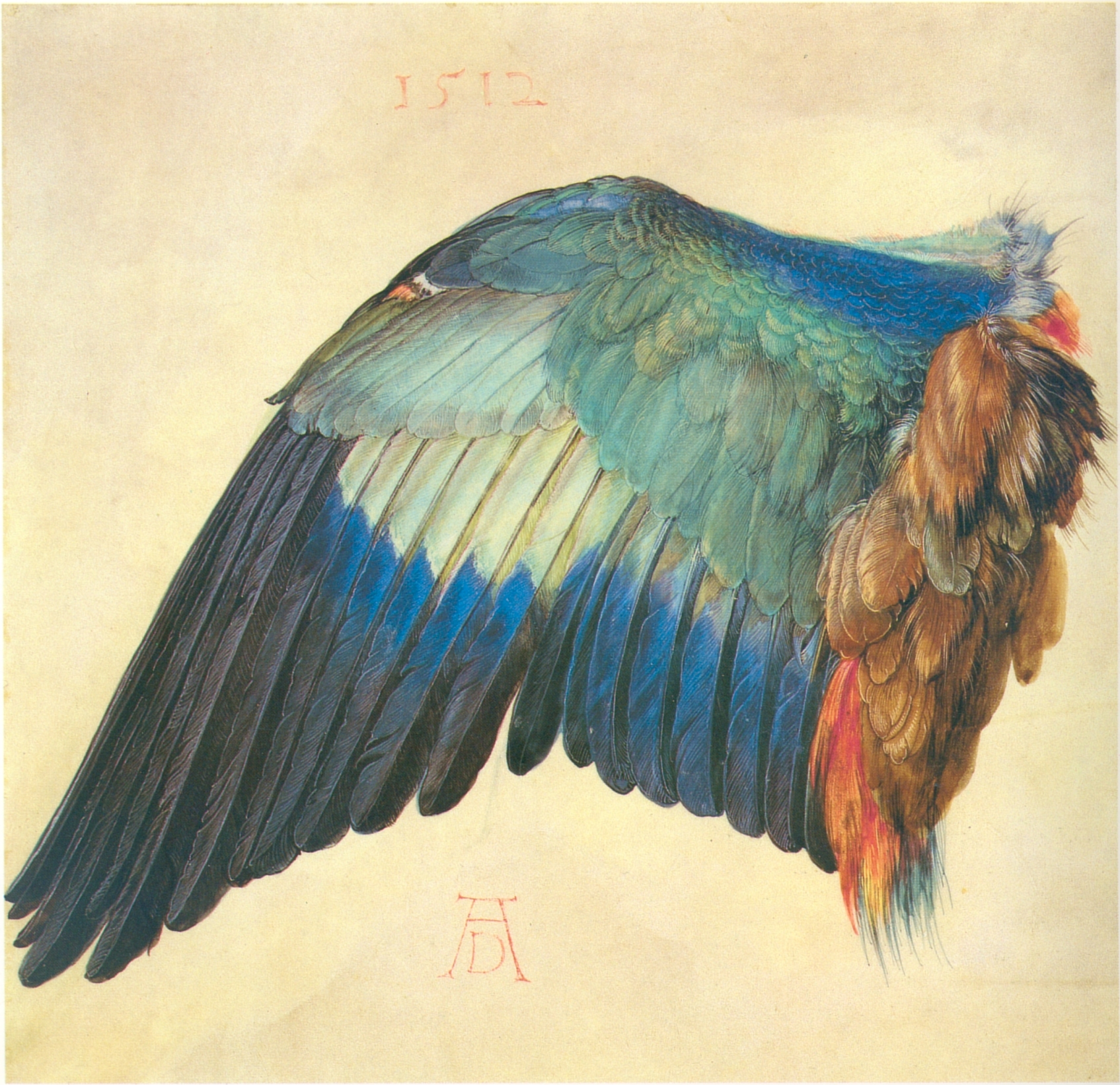
Aile de rollier bleu, aquarelle d'Albrecht Dürer.

## Comportement

### Alimentation
Le rollier d'Europe est carnivore. Il se nourrit de gros insectes, serpents, lézards, batraciens, petits rongeurs capturés d'ordinaire au sol après un piqué depuis un perchoir. 

### Reproduction

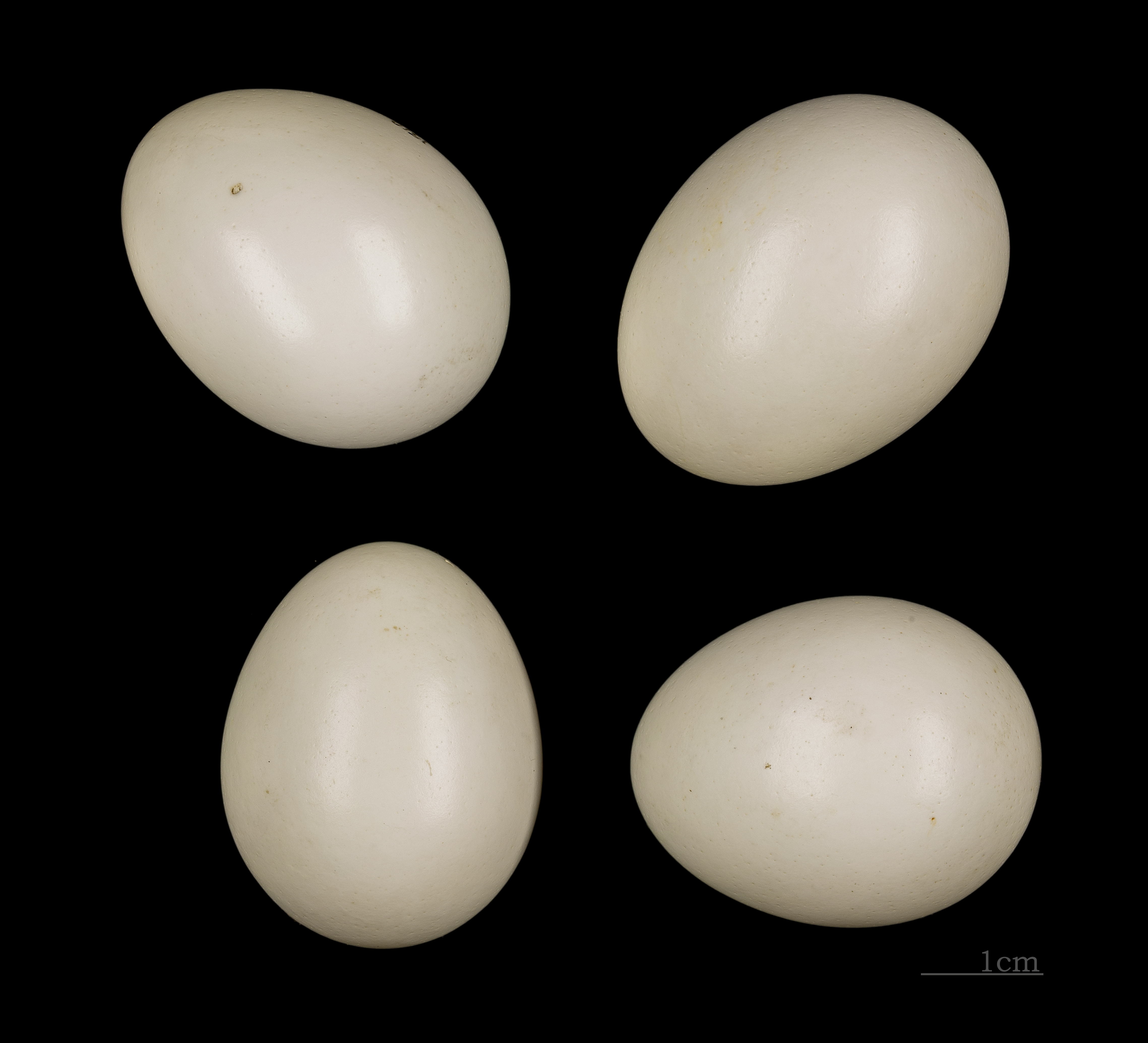
Œufs de Rollier d'Europe Muséum de Toulouse

Le rollier d'Europe niche généralement dans d'anciennes loges de pics creusées dans des arbres (souvent des peupliers blancs) ou dans des trous de bâtiment. Le Rollier s'installe aussi facilement dans des nichoirs (taille : 25 × 25 × 25 cm ; diamètre du trou d'envol : 60 mm) posés sur un pylône ou dans un arbre. La femelle pond de 3 à 5 œufs (souvent 4 à 6) en une ponte de fin mai à début juillet (le plus souvent début juin). L’éclosion a lieu vers fin juin et l'envol des jeunes à la mi-juillet (dates moyennes dans le Sud de la France).

## Habitat
Cet oiseau fréquente des milieux ouverts variés avec vergers, bois, buissons et friches herbeuses.

## Répartition

zones de nidification
zones d'hivernage

## Comportement
Cette espèce est souvent perchée bien en évidence.

## Systématique
L'espèce a été décrite par le naturaliste suédois Carl von Linné en 1758. Il existe 2 sous-espèces : Coracias garrulus garrulus et Coracias garrulus semenowi.

## Le Rollier d'Europe et l'Homme

### Protection
Le Rollier d'Europe bénéficie d'une protection totale sur le territoire français depuis l'arrêté ministériel du 17 avril 1981 relatif aux oiseaux protégés sur l'ensemble du territoire. Il est donc interdit de le détruire, le mutiler, le capturer ou l'enlever, de le perturber intentionnellement ou de le naturaliser, ainsi que de détruire ou enlever les œufs et les nids, et de détruire, altérer ou dégrader son milieu. Qu'il soit vivant ou mort, il est aussi interdit de le transporter, colporter, de l'utiliser, de le détenir, de le vendre ou de l'acheter.

### Le Rollier dans l'art
Lors de son voyage aux Pays-Bas en 1512, Albrecht Dürer réalise plusieurs aquarelles de cet oiseau, autrefois appelé « corneille bleue »,.

## Galerie

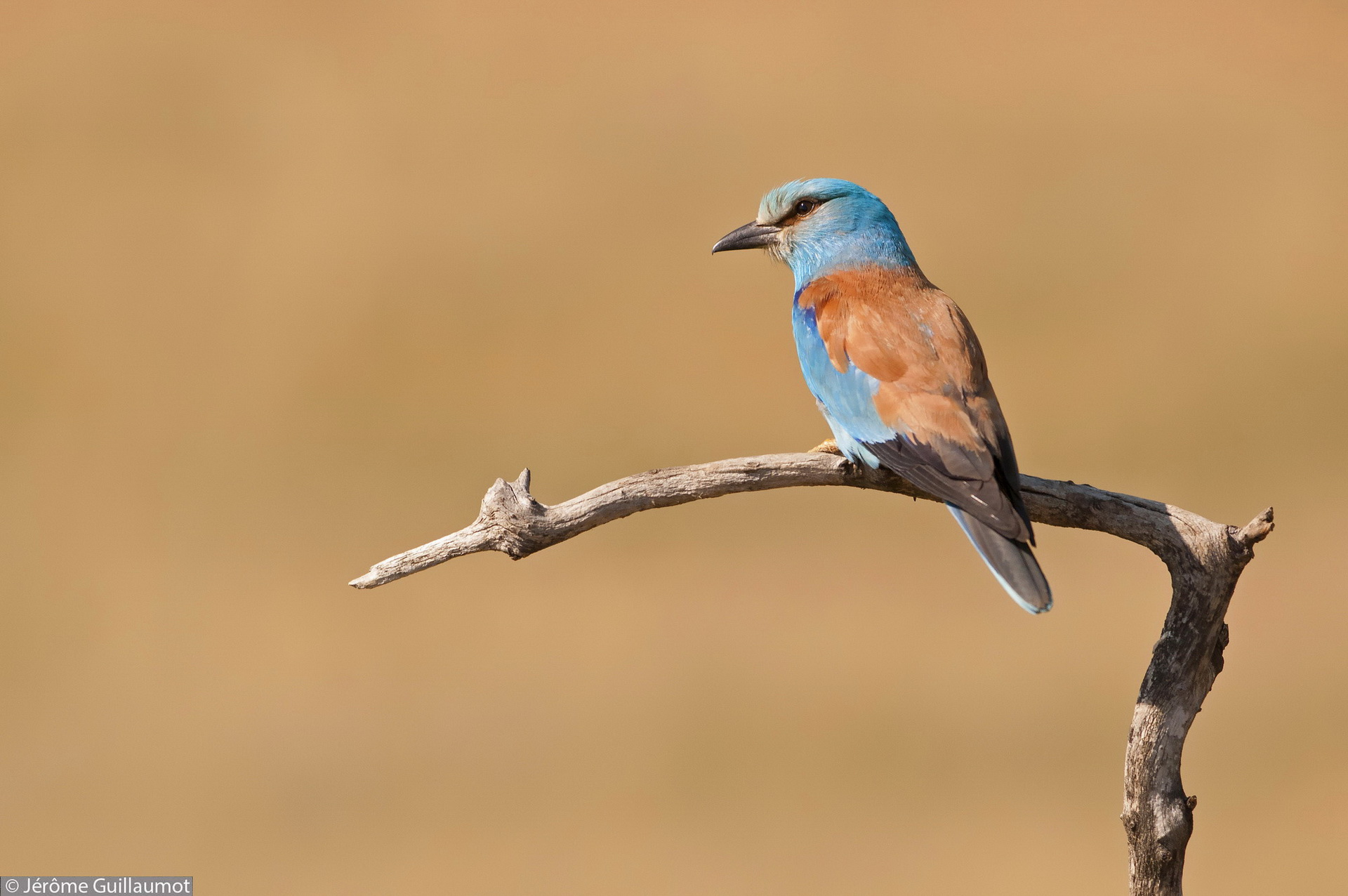
Portrait de Rollier d'Europe - Pusztaszer (Hongrie)
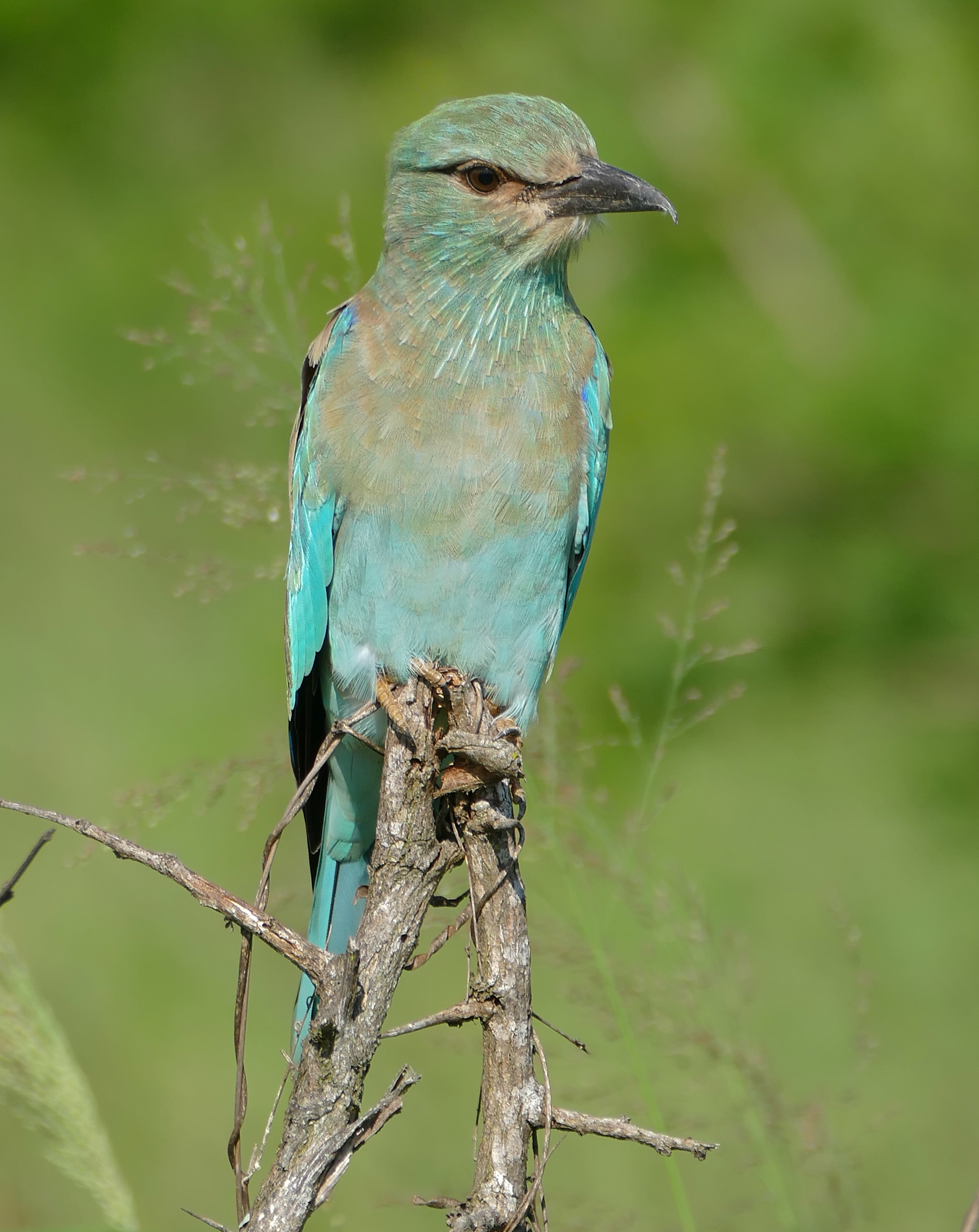
Coracias garrulus semenowi (parc national Kruger, Afrique du sud)
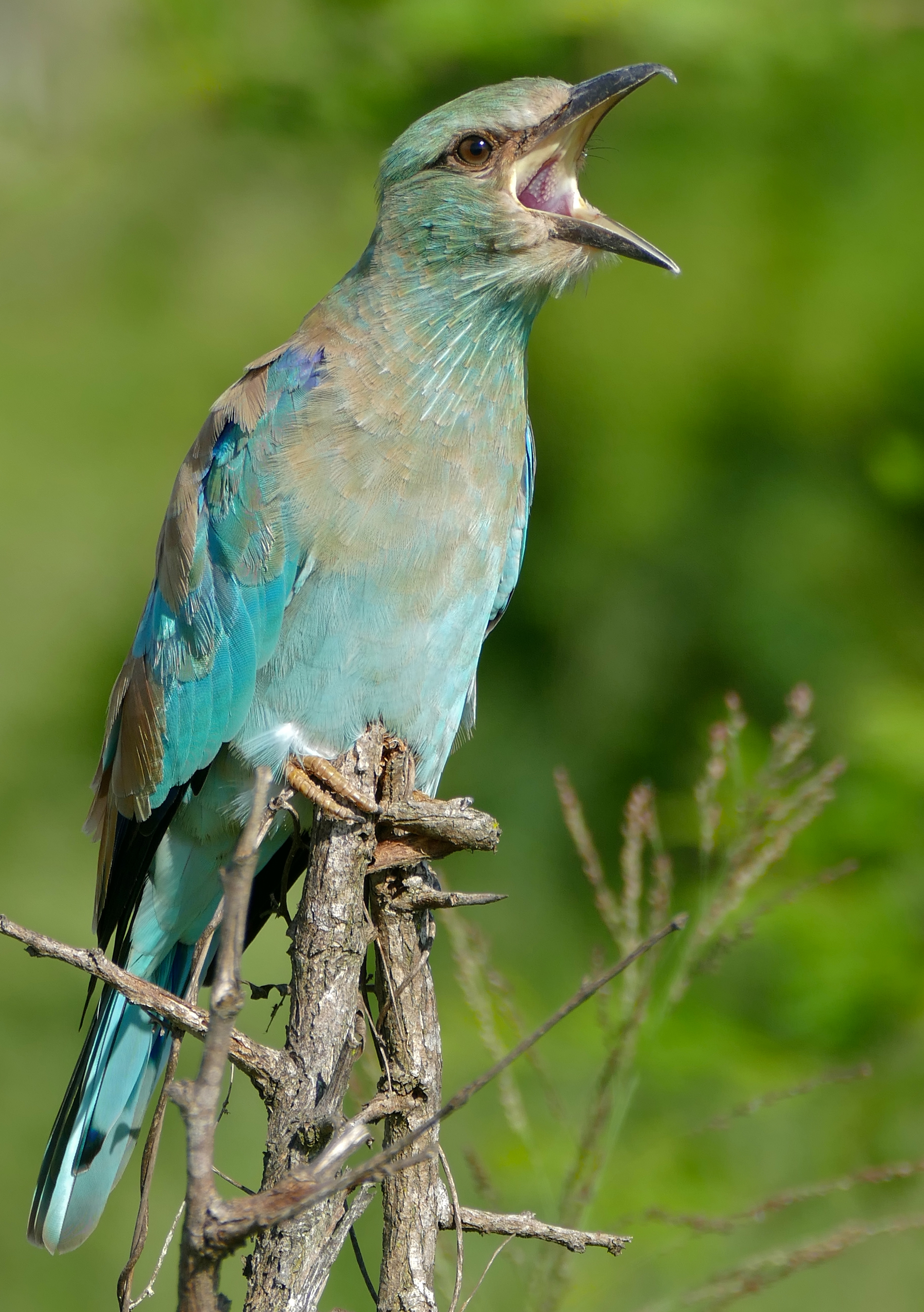
Coracias garrulus semenowi (parc national Kruger, Afrique du sud)
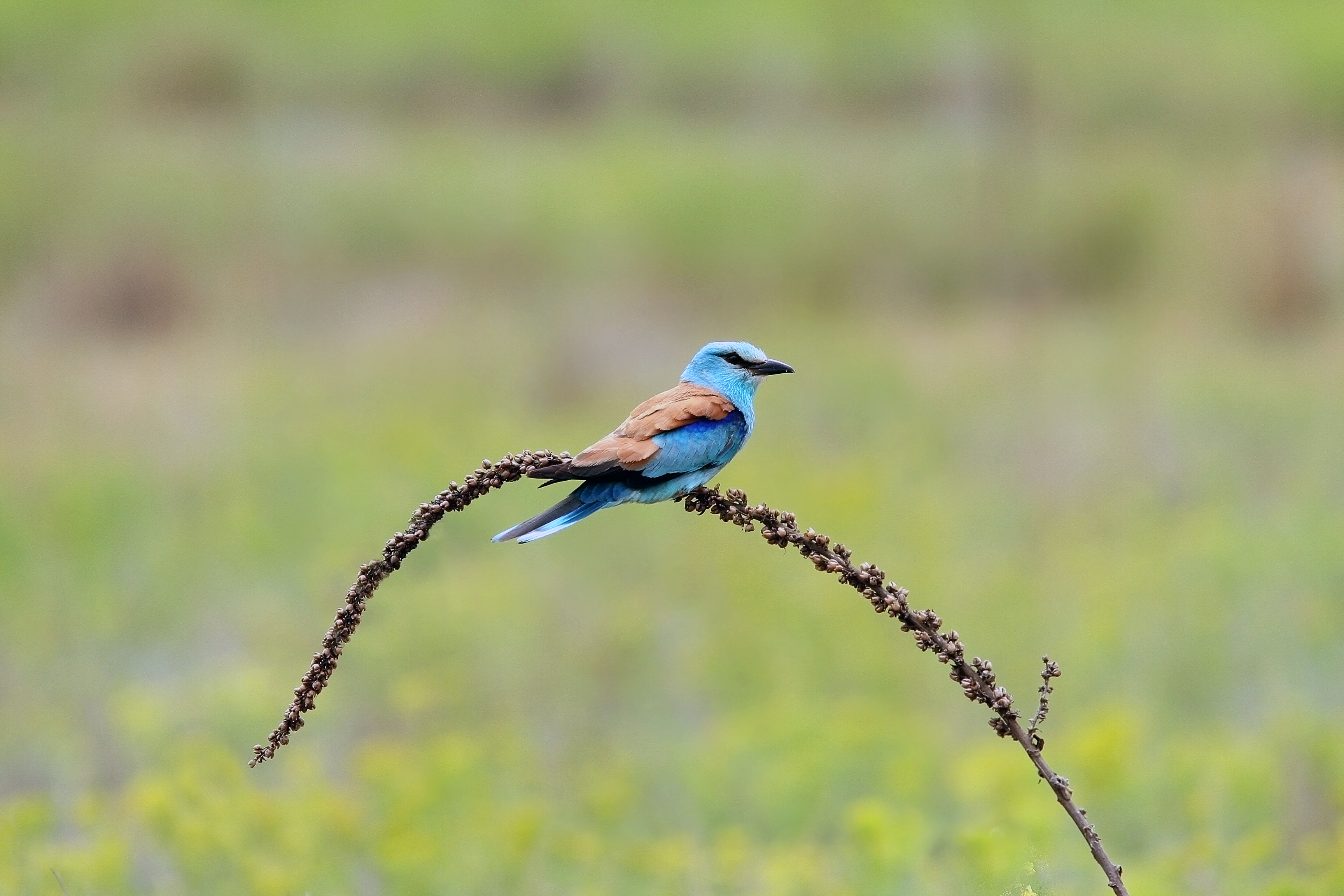
en Afrique du sud, 2015
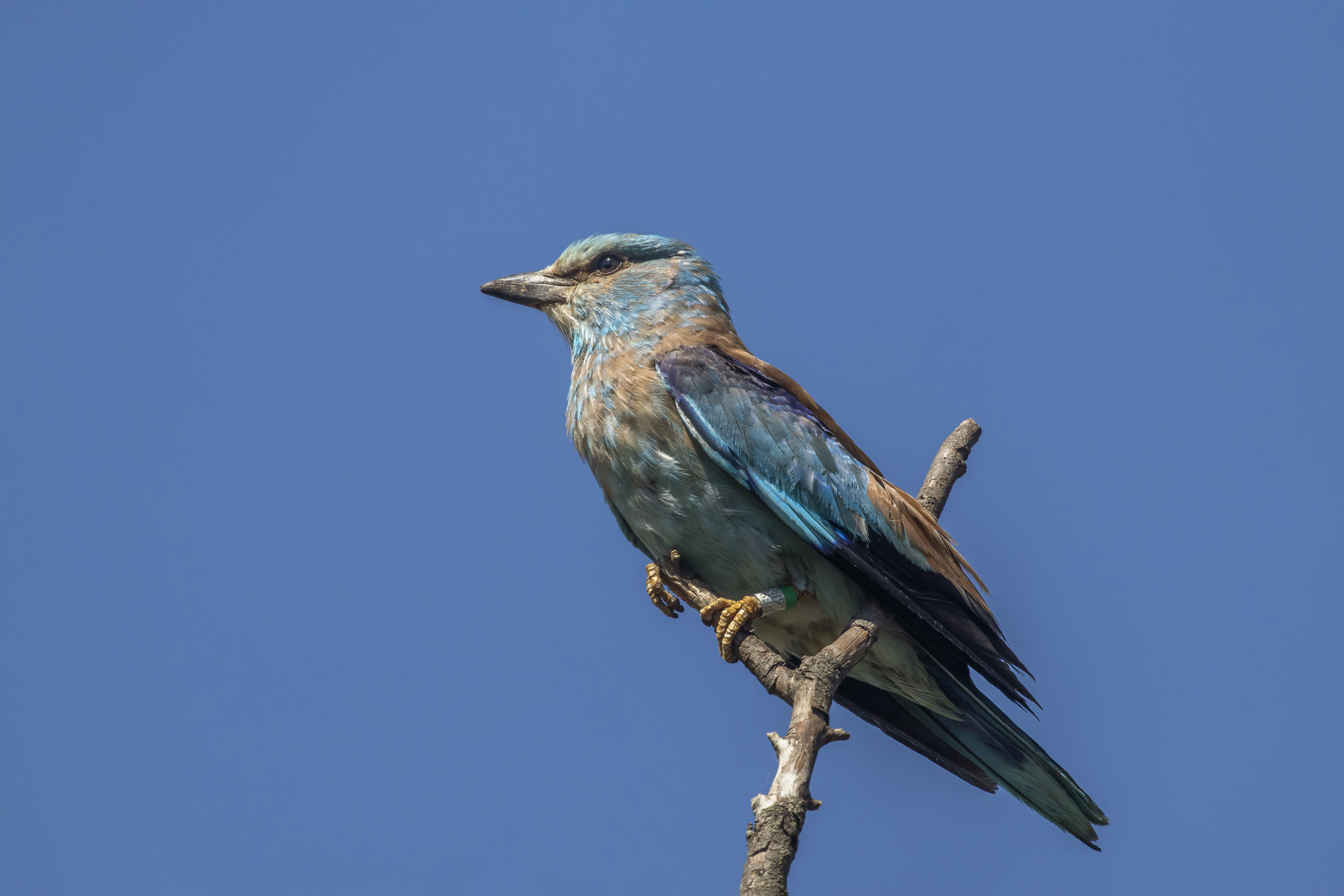
Un autre portrait de Rollier d'Europe, vers Kecskemét, Hongrie. Aout 2019.